# Lac du Chammet
Le lac du Chammet est un lac artificiel français situé en région Nouvelle-Aquitaine dans les départements de la Corrèze (commune de Peyrelevade) et de la Creuse (commune de Faux-la-Montagne). Il est alimenté par la Chandouille, affluent direct de la Vienne.
Il est formé par la création du barrage de Chammet, entré en service en 1951.

## Géographie
Le lac du Chammet, long de 2,9 km au maximum du nord au sud, et large en moyenne de 250 à 600 m, se situe au cœur du plateau de Millevaches, dans la montagne limousine, sur la limite séparant les départements de la Corrèze et de la Creuse, à une altitude d'environ 710 m. Il est localisé à environ 51 km au sud-est de Guéret et 53 km au nord-est de Tulle. 
Les sommets qui l'entourent atteignent une altitude moyenne de 800 m (867 m au puy de Faye, 1 km à l'est ; 835 m au puy de Broussas, 2,2 km à l'ouest ; 834 m à la chapelle du Rat, 2,4 km au nord-est).

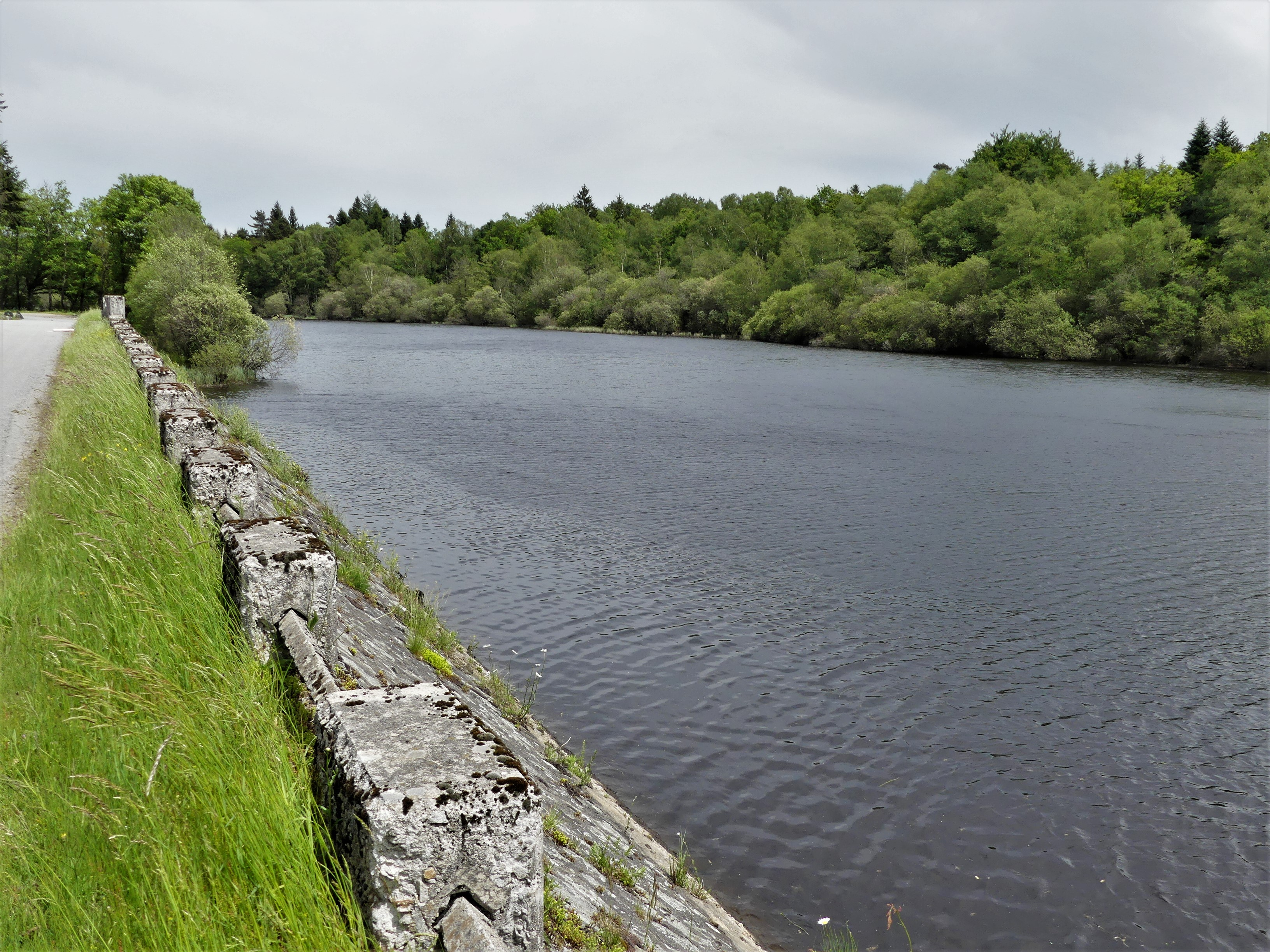
Le lac de Faux, auquel le lac du Chammet est relié.

Haut de 17 m et long de 122,5 m, le barrage, de type poids, est utilisé pour la production d'hydroélectricité. Toutefois, il n'existe pas de turbines sur place ; un canal de liaison, dont la partie souterraine mesure 2,5 km de long, mène l'eau vers le lac de Faux, à 4 km au nord-ouest, à une altitude inférieure d'environ 10 m. Par ce biais, les eaux du Chammet rejoignent donc la Vienne par deux autres voies, via la Feuillade (émissaire principal du lac de Faux) et la Maulde, puisqu'une partie des eaux de Faux est dirigée vers le lac de Vassivière.

## Historique
Le lac est mis en eau à la suite de la construction en 1951 d'une retenue sur la Chandouille.
Un centre de vacances d'EDF y est construit, puis abandonné dans les années 2000, avant d'être occupé de façon informelle, avec l'accord du propriétaire,,. À la même époque, le site du Chammet devient un lieu de regroupement régulier de plusieurs rassemblements alternatifs et militants (comme l'opposition au projet d'implantation d'une usine de pellets à Bugeat ou de rave parties), représentatifs de la mutation sociologique du plateau de Millevaches,.
En 2020, un projet de parc photovoltaïque flottant installé sur le lac est soumis, mais ne connaît pas de concrétisation.

## Environnement
Au nord, la retenue jouxte le périmètre d'une zone naturelle d'intérêt écologique, faunistique et floristique de type 2 qui concerne la vallée de la Chandouille.

## Activités
Les activités nautiques sont réglementées sur le lac du Chammet. Il est possible d'y pratiquer la pêche, y compris sur bateau motorisé.
Les dimensions du barrage du Chammet en font un barrage de classe B, pour lequel le risque de rupture est minime.
Depuis 1989, la rive gauche du lac est occupée par un parcours de « golf rural » de 9 trous. Géré de façon associative, puis bénéficiant d'une délégation de service public, le golf est repris en 2013 par deux couples qui en poursuivent l'exploitation.
La randonnée est pratiquée, comme en témoigne la proximité du sentier de grande randonnée 440, qui longe la rive occidentale du lac est passe sur le barrage.